# MasterChef Junior
MasterChef Junior es un programa de televisión gastronómico estadounidense que busca al mejor cocinero infantil del país. Se estrenó en FOX el 27 de septiembre de 2013.
El 5 de marzo de 2014, MasterChef Junior fue renovado por una tercera temporada antes de que comenzara la producción en la segunda temporada. La segunda temporada se estrenó el 4 de noviembre de 2014. La tercera temporada se estrenó el 6 de enero de 2015. La cuarta temporada se estrenó el 6 de noviembre de 2015. La quinta temporada se estrenó el 9 de febrero de 2017.

## Formato
Los niños, de entre 8 y 15 años de edad, juegan para convertirse en el mejor cocinero infantil del país. Veinticuatro aspirantes son elegidos para una audición. En las audiciones, los participantes están divididos en tres grupos. Un grupo prepara platos de mariscos, otro prepara platos de pasta, y un tercer grupo prepara platos de postre para presentar a los jueces. Doce de los participantes se convierten en concursantes para la siguiente ronda.
Después de la ronda de audición, dos concursantes son enviados a casa en cada episodio. El ganador recibe un premio de 100.000 dólares y el trofeo MasterChef Junior.

## Jueces
| Jueces         | 1 (2013) | 2 (2014) | 3 (2015) | 4 (2015) | 5 (2017) | 6 (2018) |
| -------------- | -------- | -------- | -------- | -------- | -------- | -------- |
| Gordon Ramsay  |          |          |          |          |          |          |
| Graham Elliot  |          |          |          |          |          |          |
| Christina Tosi |          |          |          |          |          |          |
| Joe Bastianich |          |          |          |          |          |          |

## Primera edición (2013)
- 27 de septiembre de 2013 - 8 de noviembre de 2013

El jurado de MasterChef Junior juzgó a niños, de entre 8 y 13 años de edad, entre los meses de septiembre y noviembre de 2013 en FOX. El programa, de siete episodios, dio comienzo el 27 de septiembre de 2013.

### Participantes
| Concursante     | Edad | Ciudad de origen                 | Información             |
| --------------- | ---- | -------------------------------- | ----------------------- |
| Alexander Weiss | 13   | New York City, New York          | Ganador                 |
| Dara Yu         | 12   | Los Ángeles, California          | 2° Lugar                |
| Jack Hoffman    | 10   | East Rockaway, New York          | Eliminados (Capítulo 6) |
| Troy Glass      | 12   | Thousand Oaks, California        |                         |
| Gavin Pola      | 10   | San Francisco, California        | Eliminados (Capítulo 5) |
| Sarah Lane      | 9    | Pacific Palisades, California    |                         |
| Kaylen Alfred   | 11   | Culver City, California          | Eliminadas (Capítulo 4) |
| Sofía Hublitz   | 12   | Brooklyn, New York               |                         |
| Jewels Gold     | 12   | Manalapan, New Jersey            | Eliminados (Capítulo 3) |
| Roen Guerin     | 12   | Brooklyn, New York               |                         |
| Molly Round     | 12   | Pasadena, California             | Eliminados (Capítulo 2) |
| Tommy Peters    | 11   | Palos Verdes Estates, California |                         |

### Tabla de eliminación
| Lugar | Concursante | Episodio | Episodio  | Episodio | Episodio  | Episodio | Episodio  | Episodio  | Episodio | Episodio  | Episodio |
| Lugar | Concursante | 2        | 2         | 3        | 3         | 4        | 4         | 5         | 6        | 6         | 7        |
| ----- | ----------- | -------- | --------- | -------- | --------- | -------- | --------- | --------- | -------- | --------- | -------- |
| 1     | Alexander   | Mejor    | Ganador   | Ganador  | Salvado   | Mejor    | Nominado  | Ganador   | Salvado  | Ganador   | Ganador  |
| 2     | Dara        | Salvada  | Salvada   | Inmune   | Ganadora  | Salvada  | Ganadora  | Ganadora  | Salvada  | Ganadora  | Segunda  |
| 3     | Jack        | Ganador  | Inmune    | Inmune   | Nominado  | Salvado  | Nominado  | Ganador   | Salvado  | Eliminado |          |
| 3     | Troy        | Mejor    | Salvado   | Inmune   | Salvado   | Mejor    | Nominado  | Nominado  | Ganador  | Eliminado |          |
| 4     | Gavin       | Salvado  | Ganador   | Salvado  | Salvado   | Salvado  | Ganador   | Eliminado |          |           |          |
| 4     | Sarah       | Salvada  | Salvada   | Inmune   | Ganadora  | Ganadora | Inmune    | Eliminada |          |           |          |
| 5     | Kaylen      | Salvada  | Ganadora  | Salvada  | Nominada  | Salvada  | Eliminada |           |          |           |          |
| 5     | Sofía       | Salvada  | Salvada   | Inmune   | Salvada   | Salvada  | Eliminada |           |          |           |          |
| 6     | Jewels      | Salvada  | Nominada  | Inmune   | Eliminada |          |           |           |          |           |          |
| 6     | Roen        | Salvado  | Salvado   | Inmune   | Eliminado |          |           |           |          |           |          |
| 7     | Molly       | Salvada  | Eliminada |          |           |          |           |           |          |           |          |
| 7     | Tommy       | Salvado  | Eliminado |          |           |          |           |           |          |           |          |

     El concursante es el ganador de la competencia.
     El concursante obtiene el segundo lugar de la competencia.
     El participante ganó la Caja misteriosa o Reto de eliminación.
     El participante era parte del equipo ganador del Desafío por equipos y avanzó directamente a la siguiente ronda.
     El participante fue uno de los mejores en la Caja misteriosa, pero no ganó.
     El participante es salvado al no obtener un mejor ni peor desempeño en el episodio.
     El participante no fue el mejor ni el peor en el Desafío por equipos y por lo tanto es salvado.
     El participante no compitió en el episodio debido a que estaba inmune.
     El concursante fue uno de los mejores en el Reto de eliminación, pero no fue la última persona en avanzar.
     El concursante fue uno de los peores en el Reto de eliminación, y fue el último salvado.
     El concursante fue uno de los mejores en el Desafío por equipos, y su equipo fue el último en avanzar.
     El concursante fue uno de los mejores en el Desafío por equipos, y era la única persona que podía seguir avanzando en la competencia.
     El concursante fue eliminado de la competencia.
Qué bueno que quieras y te mando un fuerte abrazo y de ser un poco más tarde

## Segunda edición (2014)
- 4 de noviembre de 2014 - 16 de diciembre de 2014

### Participantes
| Concursante      | Edad | Ciudad de origen          | Información             |
| ---------------- | ---- | ------------------------- | ----------------------- |
| Logan Guleff     | 11   | Memphis, Tennessee        | Ganador                 |
| Samuel Strömberg | 12   | Greenbrae, California     | 2° Lugar                |
| Abby Major       | 8    | Winchester, Virginia      | Eliminadas (Capítulo 6) |
| Adaiah Stevens   | 12   | Danbury, Connecticut      |                         |
| Sean Le          | 12   | Santa Ana, California     | Eliminados (Capítulo 5) |
| Oona Yaffe       | 9    | New Haven, Connecticut    |                         |
| Josh Reisner     | 10   | Forest Hills, New York    | Eliminados (Capítulo 4) |
| Levi Eirinberg   | 12   | Highland Park, Illinois   |                         |
| Mitchell Vásquez | 12   | Paso Robles, California   | Eliminados (Capítulo 3) |
| Carlos Ruiz      | 9    | Reseda, California        |                         |
| Jessica Stephens | 10   | Grand Prairie, Texas      | Eliminadas (Capítulo 2) |
| Natalie Jawher   | 12   | Greenbrae, California     |                         |
| Berry Nakash     | 11   | Beverly Hills, California | Eliminados (Capítulo 1) |
| Coco Welch       | 10   | Aquilla, Texas            |                         |
| Isabella Vélez   | 12   | New York, New York        |                         |
| Nasir Lomax      | 10   | Chicago, Illinois         |                         |

### Tabla de eliminación
| 1 | Logan    | Salvado  | Salvado   | Inmune  | Salvado   | Ganador | Inmune    | Ganador | Salvado   | Ganador   | Salvado  | Ganador   | Ganador |  |  |  |  |  |  |  |  |  |
| 2 | Samuel   | Salvado  | Ganador   | Salvado | Salvado   | Salvado | Salvado   | Salvado | Ganador   | Nominado  | Salvado  | Salvado   | Segundo |  |  |  |  |  |  |  |  |  |
| 3 | Abby     | Salvada  | Salvada   | Inmune  | Salvada   | Mejor   | Salvada   | Salvada | Ganadora  | Ganadora  | Salvada  | Eliminada |         |  |  |  |  |  |  |  |  |  |
| 3 | Adaiah   | Salvada  | Salvada   | Inmune  | Ganadora  | Mejor   | Ganadora  | Salvada | Salvada   | Ganadora  | Ganadora | Eliminada |         |  |  |  |  |  |  |  |  |  |
| 4 | Oona     | Mejor    | Ganadora  | Salvada | Salvada   | Salvada | Nominada  | Salvada | Nominada  | Eliminada |          |           |         |  |  |  |  |  |  |  |  |  |
| 4 | Sean     | Salvado  | Ganador   | Ganador | Inmune    | Ganador | Inmune    | Ganador | Nominado  | Eliminado |          |           |         |  |  |  |  |  |  |  |  |  |
| 5 | Josh     | Salvado  | Salvado   | Inmune  | Nominado  | Salvado | Salvado   | Salvado | Eliminado |           |          |           |         |  |  |  |  |  |  |  |  |  |
| 5 | Levi     | Salvado  | Salvado   | Inmune  | Ganador   | Salvado | Ganador   | Salvado | Eliminado |           |          |           |         |  |  |  |  |  |  |  |  |  |
| 6 | Mitchell | Mejor    | Salvado   | Inmune  | Inmune    | Mejor   | Eliminado |         |           |           |          |           |         |  |  |  |  |  |  |  |  |  |
| 6 | Sam      | Salvado  | Salvado   | Inmune  | Nominado  | Mejor   | Eliminado |         |           |           |          |           |         |  |  |  |  |  |  |  |  |  |
| 7 | Jessica  | Salvada  | Salvada   | Inmune  | Eliminada |         |           |         |           |           |          |           |         |  |  |  |  |  |  |  |  |  |
| 7 | Natalie  | Ganadora | Inmune    | Inmune  | Eliminada |         |           |         |           |           |          |           |         |  |  |  |  |  |  |  |  |  |
| 8 | Berry    | Salvada  | Eliminada |         |           |         |           |         |           |           |          |           |         |  |  |  |  |  |  |  |  |  |
| 8 | Coco     | Salvada  | Eliminada |         |           |         |           |         |           |           |          |           |         |  |  |  |  |  |  |  |  |  |
| 8 | Isabella | Salvada  | Eliminada |         |           |         |           |         |           |           |          |           |         |  |  |  |  |  |  |  |  |  |
| 8 | Nasir    | Salvado  | Eliminado |         |           |         |           |         |           |           |          |           |         |  |  |  |  |  |  |  |  |  |

     El concursante es el ganador de la competencia.
     El concursante obtiene el segundo lugar de la competencia.
     El participante ganó la Caja misteriosa o Reto de eliminación.
     El participante era parte del equipo ganador del Desafío por equipos y avanzó directamente a la siguiente ronda.
     El participante fue uno de los mejores en el desafío individual, pero no ganó.
     El participante fue uno de los mejores en el Desafío por equipos, pero no ganó.
     El participante es salvado al no obtener un mejor ni peor desempeño en el episodio.
     El participante no fue el mejor ni el peor en el Desafío por equipos y por lo tanto es salvado.
     El participante no compitió en el episodio debido a que estaba inmune.
     El participante fue el ganador de la caja misteriosa y quedó exento de la prueba de eliminación.
     El concursante fue uno de los mejores en la prueba de eliminación, pero no fue la última persona en avanzar.
     El concursante fue uno de los peores en la prueba de eliminación, y fue el último salvado.
     El concursante fue uno de los mejores en el desafío por equipos, y su equipo fue el último en avanzar.
     El concursante fue eliminado de la competencia.

## Tercera edición (2015)
- 6 de enero de 2015 - 24 de febrero de 2015

### Participantes
| Concursante           | Edad | Ciudad de origen          | Información             |
| --------------------- | ---- | ------------------------- | ----------------------- |
| Nathan Odom           | 12   | San Diego, California     | Ganador                 |
| Andrew Zappley        | 11   | West Deptford, New Jersey | 2° Lugar                |
| Jimmy Warshawsky      | 12   | Santa Clarita, California | Eliminados (Capítulo 7) |
| Jenna Kloner          | 12   | New York, New York        |                         |
| Ayla Destiny          | 11   | St. Louis, Misuri         | Eliminadas (Capítulo 6) |
| Kayla Mitchell        | 11   | Center Moriches, New York |                         |
| Riley Hahn            | 8    | Carrollton, Texas         | Eliminados (Capítulo 5) |
| Ryan Kate Brandenburg | 11   | Coppell, Texas            |                         |
| Cory Nieves           | 9    | Englewood, New Jersey     | Eliminados (Capítulo 4) |
| Jack Lembeck          | 12   | Chicago, Illinois         |                         |
| Kyler Bock            | 10   | Coto de Caza, California  | Eliminados (Capítulo 3) |
| Mia Wurster           | 10   | Menlo Park, California    |                         |
| Alexis Higgins        | 8    | Gilroy, California        | Eliminadas (Capítulo 2) |
| Micah Sanders         | 9    | Detroit, Míchigan         |                         |
| AJ Espinoza           | 10   | Freeport, New York        | Eliminados (Capítulo 1) |
| Jianna García         | 9    | Providence Village, Texas |                         |
| Parker LaRocco        | 11   | New Buffalo, Míchigan     |                         |
| Philly Vazzana        | 9    | Chicago, Illinois         |                         |
| Quincy Jamieson       | 12   | Los Ángeles, California   |                         |

### Tabla de eliminación
| 1 | Nathan    | Salvado  | Salvado   | Inmune  | Inmune    | Salvado | Ganador   | Salvado  | Inmune    | Ganador | Inmune    | Mejor     | Salvado | Ganador   | Ganador |  |  |  |  |  |  |  |  |  |  |  |  |  |  |  |  |  |  |  |
| 2 | Andrew    | Salvado  | Ganador   | Salvado | Nominado  | Ganador | Inmune    | Inmune   | Inmune    | Salvado | Ganador   | Mejor     | Salvado | Salvado   | Segundo |  |  |  |  |  |  |  |  |  |  |  |  |  |  |  |  |  |  |  |
| 3 | Jimmy     | Salvado  | Ganador   | Ganador | Inmune    | Salvado | Nominado  | Inmune   | Mejor     | Salvado | Ganador   | Nominado  | Ganador | Eliminado |         |  |  |  |  |  |  |  |  |  |  |  |  |  |  |  |  |  |  |  |
| 3 | Jenna     | Ganadora | Inmune    | Inmune  | Mejor     | Salvada | Ganadora  | Ganadora | Nominada  | Mejor   | Salvada   | Mejor     | Salvada | Eliminada |         |  |  |  |  |  |  |  |  |  |  |  |  |  |  |  |  |  |  |  |
| 4 | Ayla      | Salvada  | Salvada   | Inmune  | Inmune    | Salvada | Salvada   | Inmune   | Mejor     | Salvada | Salvada   | Eliminada |         |           |         |  |  |  |  |  |  |  |  |  |  |  |  |  |  |  |  |  |  |  |
| 4 | Kayla     | Ganadora | Inmune    | Inmune  | Inmune    | Salvada | Salvada   | Inmune   | Nominada  | Salvada | Nominada  | Eliminada |         |           |         |  |  |  |  |  |  |  |  |  |  |  |  |  |  |  |  |  |  |  |
| 5 | Riley     | Salvado  | Salvado   | Inmune  | Inmune    | Mejor   | Salvado   | Inmune   | Inmune    | Salvado | Eliminado |           |         |           |         |  |  |  |  |  |  |  |  |  |  |  |  |  |  |  |  |  |  |  |
| 5 | Ryan Kate | Salvada  | Ganadora  | Salvada | Inmune    | Salvada | Salvada   | Inmune   | Inmune    | Mejor   | Eliminada |           |         |           |         |  |  |  |  |  |  |  |  |  |  |  |  |  |  |  |  |  |  |  |
| 6 | Cory      | Salvado  | Salvado   | Inmune  | Nominado  | Salvado | Ganador   | Salvado  | Eliminado |         |           |           |         |           |         |  |  |  |  |  |  |  |  |  |  |  |  |  |  |  |  |  |  |  |
| 6 | Jack      | Ganador  | Inmune    | Inmune  | Inmune    | Mejor   | Salvado   | Inmune   | Eliminado |         |           |           |         |           |         |  |  |  |  |  |  |  |  |  |  |  |  |  |  |  |  |  |  |  |
| 7 | Kyler     | Salvado  | Salvado   | Inmune  | Inmune    | Salvado | Eliminado |          |           |         |           |           |         |           |         |  |  |  |  |  |  |  |  |  |  |  |  |  |  |  |  |  |  |  |
| 7 | Mia       | Salvada  | Salvada   | Inmune  | Ganadora  | Salvada | Eliminada |          |           |         |           |           |         |           |         |  |  |  |  |  |  |  |  |  |  |  |  |  |  |  |  |  |  |  |
| 8 | Alexis    | Salvada  | Salvada   | Inmune  | Eliminada |         |           |          |           |         |           |           |         |           |         |  |  |  |  |  |  |  |  |  |  |  |  |  |  |  |  |  |  |  |
| 8 | Micah     | Salvada  | Salvada   | Inmune  | Eliminada |         |           |          |           |         |           |           |         |           |         |  |  |  |  |  |  |  |  |  |  |  |  |  |  |  |  |  |  |  |
| 9 | Parker    | Salvado  | Eliminado |         |           |         |           |          |           |         |           |           |         |           |         |  |  |  |  |  |  |  |  |  |  |  |  |  |  |  |  |  |  |  |
| 9 | Philly    | Salvado  | Eliminado |         |           |         |           |          |           |         |           |           |         |           |         |  |  |  |  |  |  |  |  |  |  |  |  |  |  |  |  |  |  |  |
| 9 | Quincy    | Salvado  | Eliminado |         |           |         |           |          |           |         |           |           |         |           |         |  |  |  |  |  |  |  |  |  |  |  |  |  |  |  |  |  |  |  |
| 9 | AJ        | Salvada  | Eliminada |         |           |         |           |          |           |         |           |           |         |           |         |  |  |  |  |  |  |  |  |  |  |  |  |  |  |  |  |  |  |  |
| 9 | Jianna    | Salvada  | Eliminada |         |           |         |           |          |           |         |           |           |         |           |         |  |  |  |  |  |  |  |  |  |  |  |  |  |  |  |  |  |  |  |

     El concursante es el ganador de la competencia.
     El concursante obtiene el segundo lugar de la competencia.
     El participante ganó la Caja misteriosa o Reto de eliminación.
     El participante era parte del equipo ganador del Desafío por equipos y avanzó directamente a la siguiente ronda.
     El participante fue uno de los mejores en el desafío individual, pero no ganó.
     El participante fue uno de los mejores en el Desafío por equipos, pero no ganó.
     El participante es salvado al no obtener un mejor ni peor desempeño en el episodio.
     El participante no fue el mejor ni el peor en el Desafío por equipos y por lo tanto es salvado.
     El participante no compitió en el episodio debido a que estaba inmune.
     El participante fue el ganador de la caja misteriosa y quedó exento de la prueba de eliminación.
     El concursante fue uno de los mejores en la prueba de eliminación, pero no fue la última persona en avanzar.
     El concursante fue uno de los peores en la prueba de eliminación, y fue el último salvado.
     El concursante fue uno de los mejores en el desafío por equipos, y su equipo fue el último en avanzar.
     El concursante fue eliminado de la competencia.

## Cuarta edición (2015-2016)
La cuarta temporada se estrenó el 6 de noviembre de 2015, con los chefs Gordon Ramsay, Graham Elliot y Christina Tosi siendo los jueces.
La ganadora de la cuarta temporada de MasterChef Junior fue Addison Smith, una niña de nueve años de River Forest, Illinois.

## Quinta edición (2017)
La quinta temporada se estrenó el 9 de febrero de 2017, con los chefs Gordon Ramsay y Christina Tosi siendo los jueces, junto a una variedad de jueces invitados.
La ganadora de la quinta temporada de MasterChef Junior fue Jasmine Stewart, una niña de once años de Milton, Georgia.

## Premios y nominaciones
| Año  | Premio              | Nominado          | Categoría                          | Resultado | Ref.   |
| ---- | ------------------- | ----------------- | ---------------------------------- | --------- | ------ |
| 2025 | Kids' Choice Awards | MasterChef Junior | Programa de telerrealidad favorito | Nominado  | [ 13 ] |